# Dialeurodes dicksoni
Dialeurodes dicksoni là một loài côn trùng cánh nửa trong họ Aleyrodidae, phân họ Aleyrodinae.
Dialeurodes dicksoni được Corbett miêu tả khoa học đầu tiên năm 1935.